# Amt Spenge
Das Amt Spenge war ein Amt im Kreis Herford in Nordrhein-Westfalen. Im Rahmen der nordrhein-westfälischen Gebietsreform wurde das Amt zum 1. Januar 1969 aufgelöst. Sein Gebiet entsprach dem der heutigen Stadt Spenge.

## Vorgeschichte
Die beiden Kirchspiele Spenge und Wallenbrück, die später das Amt Spenge bildeten, gehörten bis 1807 zur Vogtei Enger im Amt Sparrenberg der Grafschaft Ravensberg. In der napoleonischen Zeit kamen die beiden Kirchspiele 1807 zum Kanton Enger im Distrikt Bielefeld des Königreichs Westphalen. 1808 wurde der Kanton aufgrund seiner hohen Bevölkerungszahl in die beiden Munizipalitäten Enger und Spenge untergliedert, wobei die Munizipalität Spenge mit Spenge, Lenzinghausen, Hücker-Aschen, Wallenbrück und Bardüttingdorf den Umfang des späteren Amtes besaß. Mit der Annexion großer Teile Norddeutschlands durch Napoleon Bonaparte fiel 1811 auch das gesamte Gebiet des Kantons Enger an Frankreich. Das Gebiet um Spenge wurde nun in die beiden Mairien (Bürgermeistereien) Spenge und Wallenbrück gegliedert, die dem Kanton Werther des Arrondissements Minden im französischen Departement der Oberen Ems angehörten.
Nach der napoleonischen Niederlage fiel das Gebiet der Grafschaft Ravensberg zurück an Preußen und wurde zunächst der Regierungskommission Bielefeld des Generalgouvernements zwischen Weser und Rhein unterstellt, bevor es 1815 Teil der neuen Provinz Westfalen und 1816 in Kreise gegliedert wurde. Die Kantone bzw. Bürgermeistereien aus der Franzosenzeit wurden teilweise als Verwaltungseinheiten unterhalb der Kreisebene  beibehalten. Die Munizipalität Spenge von 1808 bildete nun den Verwaltungsbezirk Spenge im neuen Kreis Bünde. Seit der Auflösung des Kreises Bünde im Jahre 1832 gehörte der Verwaltungsbezirk Spenge zum Kreis Herford.

## Das Amt Spenge
Bei der Einführung der westfälischen Landgemeinde-Ordnung von 1841 wurden die Verwaltungsbezirke unterhalb der Kreisebene, sofern es sich nicht um Städte gemäß der revidierten Städteordnung handelte, zu Ämtern. Im Kreis Herford wurde dadurch aus dem Verwaltungsbezirk Spenge das Amt Spenge. Dem Amt gehörten fünf Gemeinden an:
- Bardüttingdorf
- Hücker-Aschen
- Lenzinghausen
- Spenge
- Wallenbrück

Das Amt Spenge wurde zum 1. Januar 1969 durch das Gesetz zur Neugliederung des Landkreises Herford und der kreisfreien Stadt Herford aufgelöst. Seine fünf Gemeinden wurden zur neuen Stadt Spenge zusammengeschlossen, die auch Rechtsnachfolgerin des Amtes ist.

## Einwohnerentwicklung
| Jahr | Einwohner | Quelle |
| ---- | --------- | ------ |
| 1818 | 05.325    | [ 8 ]  |
| 1843 | 06.780    | [ 8 ]  |
| 1864 | 06.412    | [ 9 ]  |
| 1871 | 05.880    | [ 10 ] |
| 1885 | 06.265    | [ 11 ] |
| 1910 | 07.434    | [ 12 ] |
| 1939 | 08.386    | [ 13 ] |
| 1950 | 11.687    | [ 14 ] |
| 1961 | 11.811    | [ 14 ] |